# Кристапс Сотнијекс
Кристапс Сотнијекс (лет. Kristaps Sotnieks — Рига, 29. јануар 1987) професионални је летонски хокејаш на леду који игра на позицији одбрамбеног играча. 
Члан је сениорске репрезентације Летоније за коју је дебитовао на светском првенству 2009. године. Био је део летонске олимпијске репрезентације на ЗОИ 2010. и ЗОИ 2014.
Највећи део каријере провео је у ришким клубовима Рига 2000 и Динамо, а од 2016. игра у руској Лади из Тољатија у КХЛ лиги.